# 川邊宿站
川邊宿站（日语：／ Kawabejuku eki */?）是屬於井原鐵道的井原線車站，位於岡山縣倉敷市真備町川邊美2281番3號。

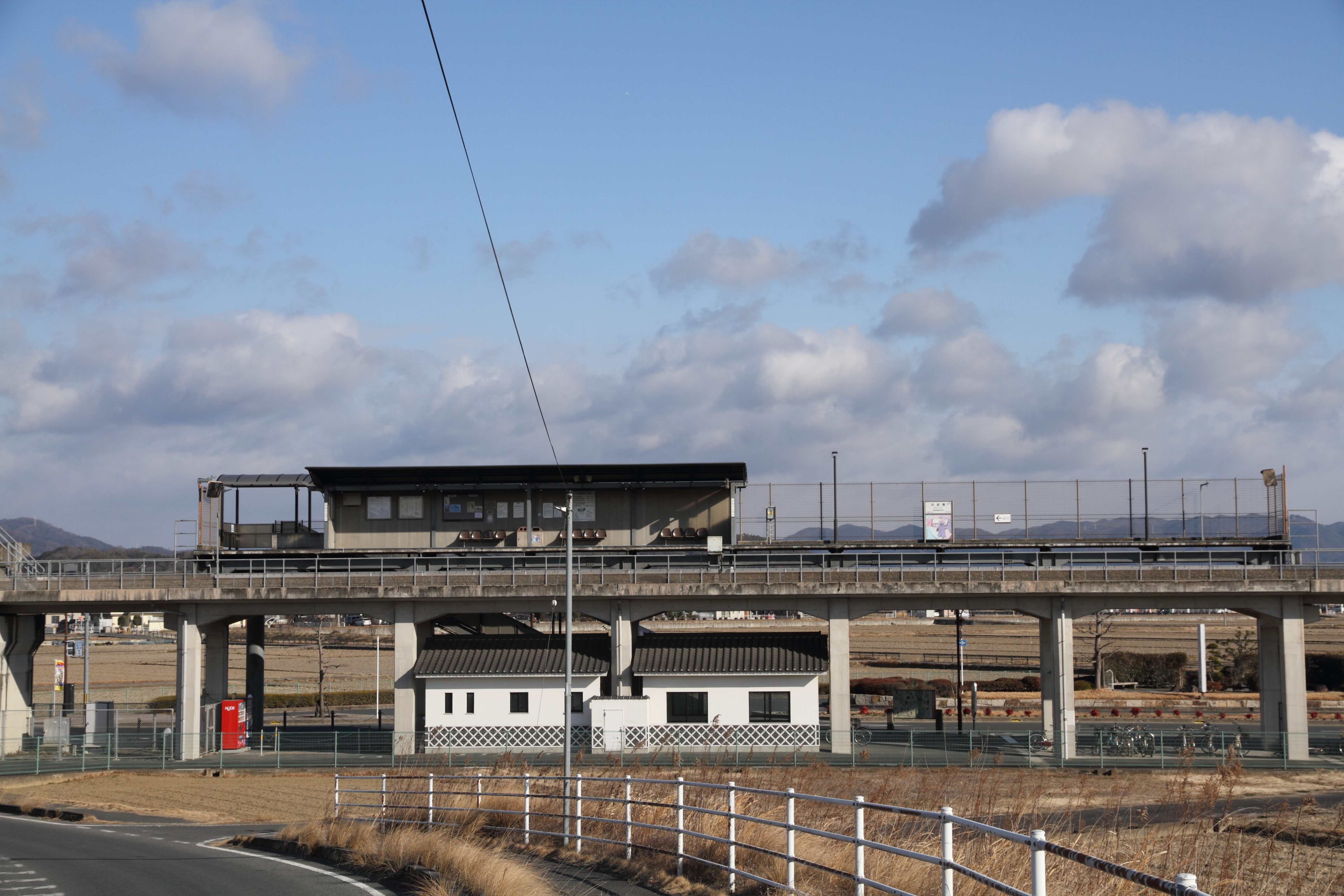
車站遠景(2022年2月)

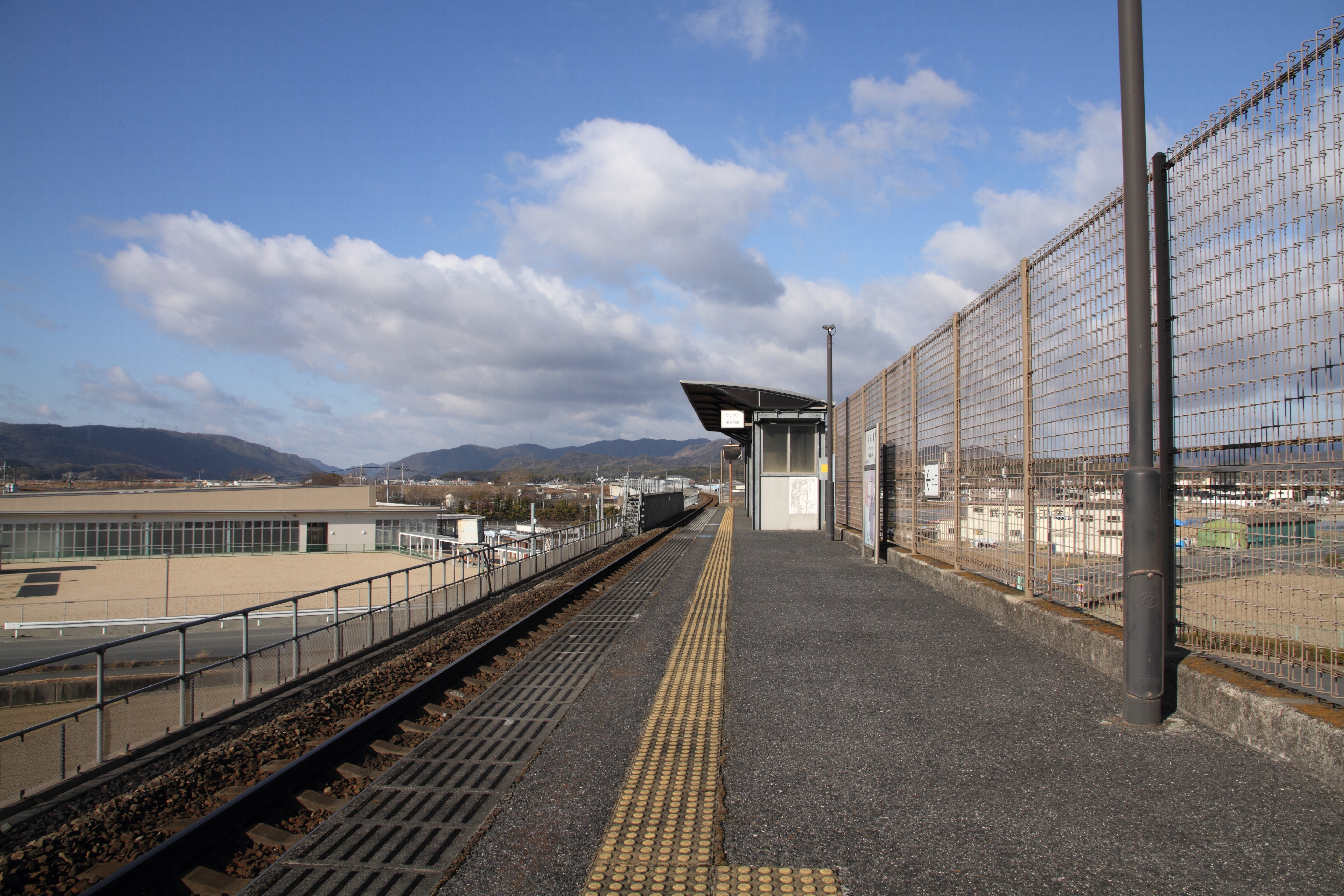
月台(2022年2月)

## 歷史
- 1999年（平成11年）1月11日 - 井原線開通，此站啟用[1]。

## 車站構造
本站是高架車站，設有1面1線的單式月台，前往神邊方向的列車會開啟右邊車門。車站出入口直接連接月台。在地面上設有候車室。此站沒有自動售票機，但設有泊車轉乘設施。站前設有停車場。

## 使用狀況
以下為1日平均乘車人次：
| 年度   | 1日平均 乘車人次 |
| ------ | ---------------- |
| 2018年 | 189              |

## 車站周邊
- 國道486號（日语：国道486号）
- 真備紀念醫院
- Dio（日语：大黒天物産）真備店
- 山陽丸中（日语：マルナカ (チェーンストア)）真備店
- Nishina真備店
- ZAG ZAG（日语：ザグザグ）真備店
- 米利（日语：コメリ）真備店
- 小田川（日语：小田川 (高梁川水系)） - 井原線南邊有小田川。2018年7月西日本豪雨時川邊宿站周邊發生水災[3]。
  - 南山城（日语：南山城 (備中国)）址 - 步行約30分鐘（東南約2.5公里）[4]。城址位於小田川和高梁川合流地點的丘陵上。隨著進行小田川合流點變更工程，於2017年4月起進行考古發掘，發掘成果在2019年8月於全國城郭研究者研討會（日语：全国城郭研究者セミナー）中發表[5]。在最後的實地說明會（於2019年9月進行）中，參加人數有300人，主要參加者來自關西地方和關東地方[6]。

## 相鄰車站
井原鐵道
■井原線
清音－川邊宿－吉備真備

## 外部連結
- 川邊宿站 – 井原鐵道 （页面存档备份，存于）（日語）